# 新潟市の小中学校・高等学校一覧
新潟市の小中学校・高等学校一覧（にいがたしのしょうちゅうがっこう・こうとうがっこうおよびとくべつしえんがっこういちらん）は、新潟県新潟市内にある学校のうち、中等教育学校、高等学校、中学校、小学校、特別支援学校の一覧。

## 中等教育学校

### 市立
- 新潟市立高志中等教育学校

## 高等学校

### 県立

#### 全日制
- 新潟県立新潟高等学校（中央区）
- 新潟県立新潟中央高等学校（中央区）
- 新潟県立新潟南高等学校（中央区）
- 新潟県立新潟江南高等学校（中央区）
- 新潟県立新潟西高等学校（西区）
- 新潟県立新潟東高等学校（東区）
- 新潟県立新潟北高等学校（東区）
- 新潟県立新潟工業高等学校（西区）
- 新潟県立新潟商業高等学校（中央区）
- 新潟県立新潟向陽高等学校（江南区）
- 新潟県立巻高等学校（西蒲区）
- 新潟県立巻総合高等学校（西蒲区）
- 新潟県立豊栄高等学校（北区）
- 新潟県立新津高等学校（秋葉区）
- 新潟県立新津工業高等学校（秋葉区）
- 新潟県立新津南高等学校（秋葉区）
- 新潟県立白根高等学校（南区）

#### 定時制・単位制
- 新潟県立新潟翠江高等学校（西区）

### 市立

#### 全日制
- 新潟市立万代高等学校（中央区）

#### 定時制・単位制
- 新潟市立明鏡高等学校（中央区）

### 私立

#### 全日制
- 新潟明訓高等学校（江南区）
- 北越高等学校（中央区）
- 新潟清心女子高等学校（西区）
- 敬和学園高等学校（北区）
- 新潟第一高等学校（中央区）
- 東京学館新潟高等学校（中央区）
- 日本文理高等学校（西区）
- 新潟青陵高等学校（中央区）

#### 定時制・単位制
- 開志学園高等学校（中央区）

## 中学校

### 国立
- 新潟大学教育学部附属新潟中学校

### 市立

#### 北区
- 新潟市立岡方中学校
- 新潟市立葛塚中学校
- 新潟市立木崎中学校
- 新潟市立松浜中学校
- 新潟市立光晴中学校
- 新潟市立早通中学校
- 新潟市立濁川中学校
- 新潟市立南浜中学校

#### 東区
- 新潟市立東新潟中学校
- 新潟市立木戸中学校
- 新潟市立石山中学校
- 新潟市立東石山中学校
- 新潟市立山の下中学校
- 新潟市立藤見中学校
- 新潟市立下山中学校
- 新潟市立大形中学校

#### 中央区
- 新潟市立高志中等教育学校
- 新潟市立寄居中学校
- 新潟市立宮浦中学校
- 新潟市立関屋中学校
- 新潟市立山潟中学校
- 新潟市立柳都中学校
- 新潟市立白新中学校
- 新潟市立上山中学校
- 新潟市立鳥屋野中学校

#### 江南区
- 新潟市立曽野木中学校
- 新潟市立大江山中学校
- 新潟市立両川中学校
- 新潟市立亀田中学校
- 新潟市立亀田西中学校
- 新潟市立横越中学校

#### 秋葉区
- 新潟市立新津第一中学校
- 新潟市立新津第二中学校
- 新潟市立新津第五中学校
- 新潟市立小合中学校
- 新潟市立金津中学校
- 新潟市立小須戸中学校

#### 南区
- 新潟市立白根第一中学校
- 新潟市立白南中学校
- 新潟市立臼井中学校
- 新潟市立白根北中学校
- 新潟市立味方中学校
- 新潟市立月潟中学校

#### 西区
- 新潟市立五十嵐中学校
- 新潟市立黒埼中学校
- 新潟市立坂井輪中学校
- 新潟市立小新中学校
- 新潟市立小針中学校
- 新潟市立赤塚中学校
- 新潟市立中野小屋中学校
- 新潟市立内野中学校

#### 西蒲区
- 新潟市立巻西中学校
- 新潟市立巻東中学校
- 新潟市立岩室中学校
- 新潟市立西川中学校
- 新潟市立潟東中学校
- 新潟市立中之口中学校

### 私立
- 新潟清心女子中学校
- 新潟第一中学校
- 新潟明訓中学校

## 小学校

### 国立
- 新潟大学教育学部附属新潟小学校

### 新潟市

#### 北区
- 新潟市立岡方第一小学校
- 新潟市立岡方第二小学校
- 新潟市立木崎小学校
- 新潟市立葛塚小学校
- 新潟市立葛塚東小学校
- 新潟市立太夫浜小学校
- 新潟市立濁川小学校
- 新潟市立早通南小学校
- 新潟市立松浜小学校
- 新潟市立南浜小学校

#### 東区
- 新潟市立山の下小学校
- 新潟市立桃山小学校
- 新潟市立東山の下小学校
- 新潟市立下山小学校
- 新潟市立大形小学校
- 新潟市立木戸小学校
- 新潟市立牡丹山小学校
- 新潟市立竹尾小学校
- 新潟市立江南小学校
- 新潟市立中野山小学校
- 新潟市立南中野山小学校
- 新潟市立東中野山小学校

#### 中央区
- 新潟市立浜浦小学校
- 新潟市立日和山小学校
- 新潟市立関屋小学校
- 新潟市立鏡淵小学校
- 新潟市立桜が丘小学校
- 新潟市立笹口小学校
- 新潟市立山潟小学校
- 新潟市立紫竹山小学校
- 新潟市立女池小学校
- 新潟市立沼垂小学校
- 新潟市立上山小学校
- 新潟市立上所小学校
- 新潟市立新潟小学校
- 新潟市立鳥屋野小学校
- 新潟市立南万代小学校
- 新潟市立白山小学校
- 新潟市立万代長嶺小学校
- 新潟市立有明台小学校

#### 江南区
- 新潟市立曽野木小学校
- 新潟市立東曽野木小学校
- 新潟市立大淵小学校
- 新潟市立丸山小学校
- 新潟市立両川小学校
- 新潟市立亀田小学校
- 新潟市立亀田東小学校
- 新潟市立亀田西小学校
- 新潟市立早通小学校
- 新潟市立横越小学校

#### 秋葉区
- 新潟市立新津第一小学校
- 新潟市立新津第二小学校
- 新潟市立新津第三小学校
- 新潟市立結小学校
- 新潟市立荻川小学校
- 新潟市立阿賀小学校
- 新潟市立小合小学校
- 新潟市立小合東小学校
- 新潟市立金津小学校
- 新潟市立新関小学校
- 新潟市立小須戸小学校
- 新潟市立矢代田小学校

#### 南区
- 新潟市立白根小学校
- 新潟市立新飯田小学校
- 新潟市立茨曽根小学校
- 新潟市立庄瀬小学校
- 新潟市立小林小学校
- 新潟市立臼井小学校
- 新潟市立大鷲小学校
- 新潟市立根岸小学校
- 新潟市立大通小学校
- 新潟市立味方小学校
- 新潟市立月潟小学校

#### 西区
- 新潟市立笠木小学校
- 新潟市立五十嵐小学校
- 新潟市立坂井東小学校
- 新潟市立坂井輪小学校
- 新潟市立山田小学校
- 新潟市立小針小学校
- 新潟市立小瀬小学校
- 新潟市立新通小学校
- 新潟市立新通つばさ小学校
- 新潟市立真砂小学校
- 新潟市立西内野小学校
- 新潟市立青山小学校
- 新潟市立赤塚小学校
- 新潟市立大野小学校
- 新潟市立東青山小学校
- 新潟市立内野小学校
- 新潟市立木山小学校
- 新潟市立立仏小学校
- 新潟市立黒埼南小学校

#### 西蒲区
- 新潟市立曽根小学校
- 新潟市立鎧郷小学校
- 新潟市立升潟小学校
- 新潟市立巻北小学校
- 新潟市立漆山小学校
- 新潟市立巻南小学校
- 新潟市立松野尾小学校
- 新潟市立越前小学校
- 新潟市立岩室小学校
- 新潟市立和納小学校
- 新潟市立潟東小学校
- 新潟市立中之口東小学校
- 新潟市立中之口西小学校

## 特別支援学校

### 国立
- 新潟大学教育学部附属特別支援学校

### 県立
- 新潟県立新潟よつば学園（新潟県立新潟聾学校と新潟県立新潟盲学校を統合し、2022年4月1日に新設[1]）
- 新潟県立はまぐみ特別支援学校
- 新潟県立西蒲高等特別支援学校
- 新潟県立江南高等特別支援学校
- 新潟県立江南高等特別支援学校川岸分校
- 新潟県立東新潟特別支援学校

### 市立
- 新潟市立東特別支援学校
- 新潟市立西特別支援学校